# Paradrina flava
Paradrina flava là một loài bướm đêm trong họ Noctuidae.